# 聯合醫務
聯合醫務集團有限公司（英語：UMP Healthcare Holdings Limited；港交所：722），簡稱聯合醫務，為香港上市的醫療保健服務集團，主要股東包括周大福企業及華潤醫療。集團主席及創辦人孫耀江醫生是香港商人鄭裕彤女婿。 集團總部位於香港中環永安集團大廈。
聯合醫務成立於1990年，是一家綜合醫療保健服務提供商，其屬下子公司及投資項目主要經營業務包括門診醫療服務和企業醫健方案，服務覆蓋香港、澳門及中國內地。

## 歷史
孫耀江於1971年在荃灣開設了第一間診所，為勞工階層提供醫療服務。至70年代尾，孫耀江聯與其他醫生於尖沙咀合作為多間酒店的住客及員工提供醫療服務，為聯合醫務前身。
1990年，孫耀江與幾位醫生聯手成立「United Medical Practice」，逐步擴展業務至香港各區。
1996年，聯合醫務專業管理有限公司正式成立，專注管理企業醫療及牙科健康計劃。
2015年11月27日，聯合醫務集團在香港聯交所主板上市，股票代號722；隨後通過併購及業務拓展進一步增強其市場地位，包括開設多間醫學影像中心及推出電子醫療服務，並拓展中國內地及澳門市場。
2023年，聯合醫務宣布孫耀江退任行政總裁，惟留任公司主席，改由其子孫文堅醫生接任，與郭卓君共同擔任聯席行政總裁，並同時擔任公司副主席。

## 業務範疇
聯合醫務業務分醫療門診服務及企業醫健方案。門診服務涵蓋：
- 基層醫療
- 專科醫療
- 牙科
- 中醫
- 醫學影像及化驗
- 日間手術
- 出國簽證驗身
- 體檢

企業醫健方案包括醫療網絡管理、企業醫療保健方案及第三方管理服務（Third-party Administration，TPA）等。主要客戶包括保險公司、政府、大型企業等。另有為醫生和獨立醫務中心提供行政管理。